# Thích Tịnh Không
Thích Tịnh Không (淨空; pinyin: Jìngkōng (13 tháng 3 năm 1927 - 26 tháng 7 năm 2022), tục danh Từ Nghiệp Hồng (徐業鴻), pháp danh Giác Tịnh (覺淨), tự Tịnh Không (淨空), người trấn Dịch Trì huyện Lư Giang thuộc tỉnh An Huy, hoằng dương Pháp môn Tịnh Độ, đến nay giảng kinh đã hơn 50 năm. Hòa thượng tiên phong trong việc áp dụng kĩ thuật truyền thông đa phương tiện Internet để phổ cập Phật học với trọng tâm là pháp môn Tịnh Độ. Các bài giảng của Hòa thượng có thể tìm thấy phổ biến trên youtube bằng nhiều thứ tiếng khác nhau.
Hoà Thượng Tịnh Không chuyên giảng Đại Thừa Vô Lượng Thọ Trang Nghiêm Thanh Tịnh Bình Đẳng Giác Kinh 《佛說大乘無量壽莊嚴清淨平等覺經》do cư sĩ Hạ Liên Cư hội tập thành công năm bản dịch Vô Lượng Thọ Kinh 《無量壽經》của 5 triều đại Trung Hoa. Hoà thượng nhấn mạnh rằng Phật giáo là Giáo dục của Phật Đà dựa vào trí tuệ và từ bi để thành đạo, chứ không phải là tôn giáo mê tín dị đoan.

## Cuộc đời
Tịnh Không thế danh là Từ Nghiệp Hồng, sinh năm 1927, tại huyện Lông Giang, tỉnh An Huy, Trung Quốc. Thời niên thiếu ông sống và học tập tại tỉnh Phúc Kiến và Quý Châu.
Năm 1949 ông định cư tại Đài Loan, làm việc tại Thực Tiễn Học Xá.
Từ năm 1956 - 1959 Tịnh Không học Mật tông với Đại sư Chương Gia.
Từ năm 1959 - 1969 Tịnh Không học Phật học với cư sĩ Lý Bỉnh Nam.
Năm 1959 ông được chế độ tại chùa Lâm Tế - Đài Bắc - Đài Loan, pháp danh là Tịnh Giác, pháp tự là Tịnh Không.
Sau khi thọ cụ túc giới, và đây cũng chính là khởi đầu trong suốt quá trình giảng kinh thuyết pháp. Ngoài việc tinh thông kinh điển Đại Thừa, ông nghiên cứu các kinh điển những tôn giáo khác như: Cơ Đốc giáo, Thiên Chúa giáo, Hồi giáo, Nho giáo... nên đã khởi xướng xây dựng mối đoàn kết 9 tôn giáo tại Singapore như một đại gia đình, và cũng là người chú trọng thúc đẩy hòa bình đoàn kết các tôn giáo và các dân tộc khác. Ngoài ra, ông còn cùng đệ tử là Pháp Sư Ngộ Đạo thành lập Tịnh Tông Học Hội trên toàn thế giới do cư sĩ Lý Bỉnh Nam khởi xướng.
Hòa Thượng Tịnh Không được xem là người có công phục hưng Tịnh độ tông với việc cống hiến cả cuộc đời mình cho việc nghiên cứu, thực hành và truyền bá pháp môn Tịnh Độ, là một pháp môn mà ông đã đạt được những thành tựu lớn nhất.
Đại Lão Hòa Thượng Pháp sư Tịnh Không đã thu thần viên tịch vào lúc 02 giờ sáng ngày 26 tháng 07 năm 2022 tại chùa Cực Lạc, Đài Nam, Đài Loan. Hưởng thọ 95 tuổi.
Nhục thân của hòa thượng Tịnh Không được di quan vào ngày 3/9/2022 và trà tỳ tại núi 大仙寺 chùa Đại Tiên.
Xá lợi sau đó được đưa về an phụng tại chùa Cực Lạc.

## Sự Nghiệp Tôn Giáo
Hòa thượng Tịnh Không đã có đề xuất lại các vị tổ sư Tịnh Độ Tông Trung Hoa như sau:
- Đại Sư Huệ Viễn
- Đại Sư Đàm Loan
- Đại Sư Đạo Xước
- Đại Sư Thiện Đạo
- Đại Sư Thừa Viễn
- Đại Sư Pháp Chiếu
- Đại Sư Thiếu Khang
- Đại Sư Vĩnh Minh
- Đại Sư Tỉnh Thường
- Đại Sư Liên Trì
- Đại Sư Trí Húc
- Đại Sư Hành Sách
- Đại Sư Thật Hiền
- Đại Sư Tế Tỉnh
- Đại Sư Ấn Quang
- Đại Sư Hải Hiền

## Sách
Hoà Thượng Tịnh Không (Chin Kung) là tác giả của những quyển sách sau:
- The Art of Living (Tạm dịch: Nghệ thuật sống)
- Buddhism as an Education (Tạm dịch: Phật giáo là một nền giáo dục)
- Buddhism: The Awakening of Compassion and Wisdom (Tạm dịch: Phật giáo: Sự thức tỉnh của từ bi và trí tuệ)
- The Collected Works of Master Chin Kung (Tạm dịch: Pháp Ngữ của Hoà Thượng Tịnh Không)
- Path to True Happiness (Tạm dịch: Con đường đến hạnh phúc chân thực)
- To Understand Buddhism (Tạm dịch: Để thấu hiếu Phật giáo)